# غود حوض (دهسرد)
غود حوض (بالفارسية: گودحوض) هي قرية تقع في إيران في قسم دهسرد الريفي. يقدر عدد سكانها بـ 191 نسمة بحسب إحصاء 2016.